# Виноградов Олексій Юрійович
Олексі́й Ю́рійович Виногра́дов — солдат Міністерства внутрішніх справ України.

## З життєпису
У часі війни — міліціонер батальйону «Артемівськ» ГУМВС України в Дніпропетровській області.

## Нагороди
- орден «За мужність» III ступеня (21.10.2014)